# Joseph Fouché

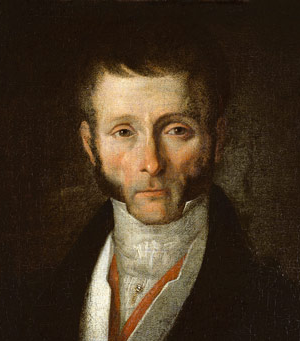
Joseph Fouché

Joseph Fouché, als duc de l'Empire 1e hertog van Otranto (Le Pellerin, 21 mei 1759 – Triëst, 26 december 1820), was een Frans staatsman tijdens de Franse Revolutie en het napoleontische tijdperk.
Fouché verraadde figuren als Maximilien Robespierre, Paul Barras, Collot d'Herbois, Charles-Maurice de Talleyrand en Napoleon Bonaparte, mannen aan wie hij ooit trouw had gezworen. Als een kameleon werd hij door Honoré de Balzac gezien als een genie, die zijn leven dicht bij de macht doorbracht – totdat hij er van verwijderd was en in bijna totale vergetelheid stierf.
In 1793 was Fouché de leider van de Terreur in Lyon en de initiator van een atheïstische beweging. Hier speelde hij een belangrijke rol in de déchristianisation (ontkerstening) van Frankrijk om een antigodsdienst, de agnostische Culte de la Raison (Cultus van de Rede), te vestigen.
Als gevreesde minister van politie hielp en hield hij Napoleon in het zadel, maar heeft ook een belangrijk aandeel gehad in zijn val. De slimme en koudbloedige revolutionair ontwikkelde zich tot een gewiekste intrigant die een enorm netwerk van spionnen onderhield en constant verschillende partijen tegen elkaar uitspeelde.

## Levensloop

### Jeugd en Franse Revolutie
Fouché was de zoon van een scheepskapitein op de koopvaardij. Hij was als kind zwak en ziekelijk. Hij volgde een opleiding tot priester bij de oratorianen in Nantes, die zich gespecialiseerd hadden in onderwijs, nadat de jezuïeten hun belangrijke rol hadden verloren. Hij werkte als wis- en natuurkundeleraar in Niort, Saumur, Vendôme, Juilly en Arras. Daar leerde hij Lazare Carnot, Maximilien de Robespierre en diens zuster Charlotte de Robespierre kennen in een literair genootschap.
Toen de Franse Revolutie in 1789 uitbrak, voegde hij zich bij de revolutionairen. De oratorianen stuurden hem in 1790 terug naar Nantes. maar Fouché trad uit. Hij werd lid van de Nationale Vergadering en sloot zich eerst aan bij de Girondijnen , die de meerderheid vormden. Toen de Girondistische partij haar hegemonie begon te verliezen, voornamelijk na de toetreding van Robespierre tot de conventie, verlegde Fouché zijn voorkeuren naar de meer radicale Jacobijnen en ging zo van gematigd monarchist naar de meest radicale Jacobijnen, en werd hij lid van de Comité voor Openbare Veiligheid.
In augustus 1792 werd hij verkozen als lid van de Nationale Conventie voor het departement Loire-Atlantique. 
Op 17 januari 1793 stemde Fouché voor de executie van Lodewijk XVI(1754-1793). Omdat hij als spreker niet bijzonder prominent was, werd hij het liefst gekozen in commissies, waar men inzicht kon krijgen in de omstandigheden en invloed hebben op wat er in de Franse politiek gebeurde.
Fouché had contact met Nicolas de Condorcet over onderwijsvernieuwing en zou aanvankelijk tot de girondijnen behoord hebben. Hij werd pas montagnard tijdens de stemming over de executie van koning Lodewijk XVI. Pas op het laatste moment sloot de calculerende Fouché zich aan bij de winnende partij. Vervolgens richtte hij zich op de staatsfinanciën en publiceerde zijn Instruction, een communistisch manifest avant la lettre, waarin hij zijn visie kenbaar maakt op de "rijken", die weigerden zich te scharen onder het republikeinse bewind.

### Terreur
Toen in het voorjaar van 1793 in diverse departementen royalistische opstanden uitbraken, kreeg hij de opdracht om in het kader van de Levée en masse manschappen te organiseren om de opstand in de Vendée de kop in te drukken. In juni reisde hij af naar het midden van het land. Op 22 september werd in Nevers plechtig de eerste 'Tempel van de Mensheid' geopend. Op 23 of 26 september verkondigde hij in Moulins (Allier) met zes artikelen zijn antikatholieke instelling. Fouché verbood elke godsdienstige ceremonie buiten het kerkgebouw, religieuze kenmerken en ceremoniële gewaden. Hij seculariseerde begrafenissen en begraafplaatsen. Het kerkhof werd verbannen naar buiten de stad. Bij de ingang verordonneerde hij de tekst la mort est un sommeil éternel ("de dood is een eeuwige slaap") te bevestigen. Omdat de Franse schatkist leeg was, werd besloten tot roof, niet alleen in het binnenland, maar ook in het buitenland. Fouché liet Franse kerken plunderen. Minstens zeventien kisten met kerkschatten werden naar Parijs afgevoerd. Stola's en gewaden waren goed voor soldatenbroeken, kerkklokken en beslag van misboeken kwamen in de smeltkroes terecht. De drie miljard aan edele metalen en edelstenen waren nodig ter dekking van het assignaat. Het celibaat werd afgeschaft. Priesters werden gedwongen binnen een maand te trouwen of een kind te adopteren.
Sinds begin juni verzetten girondijnen in Lyon zich tegen het centralistische Parijs en bepleitten een federalistische benadering. Ze weigerden de Nationale Conventie te erkennen en haar besluiten aangaande de Franse Grondwet van 1793 bekend te maken. Hoewel de bevolking de grondwet had goedgekeurd, weigerde de gemeenteraad de uitslag te aanvaarden. In meerdere Franse steden was een graantekort en dreigde een hongersnood of misschien zelfs opstand. Vanaf half augustus werd de stad Lyon belegerd en was door honger gedwongen zich op 9 oktober over te geven. Op 12 oktober besloot de Nationale Conventie dat alle contrarevolutionairen in Lyon moesten worden ontwapend en de stad moest grotendeels worden verwoest. Fouché kreeg bijna-dictatoriale bevoegdheden van de Conventie.

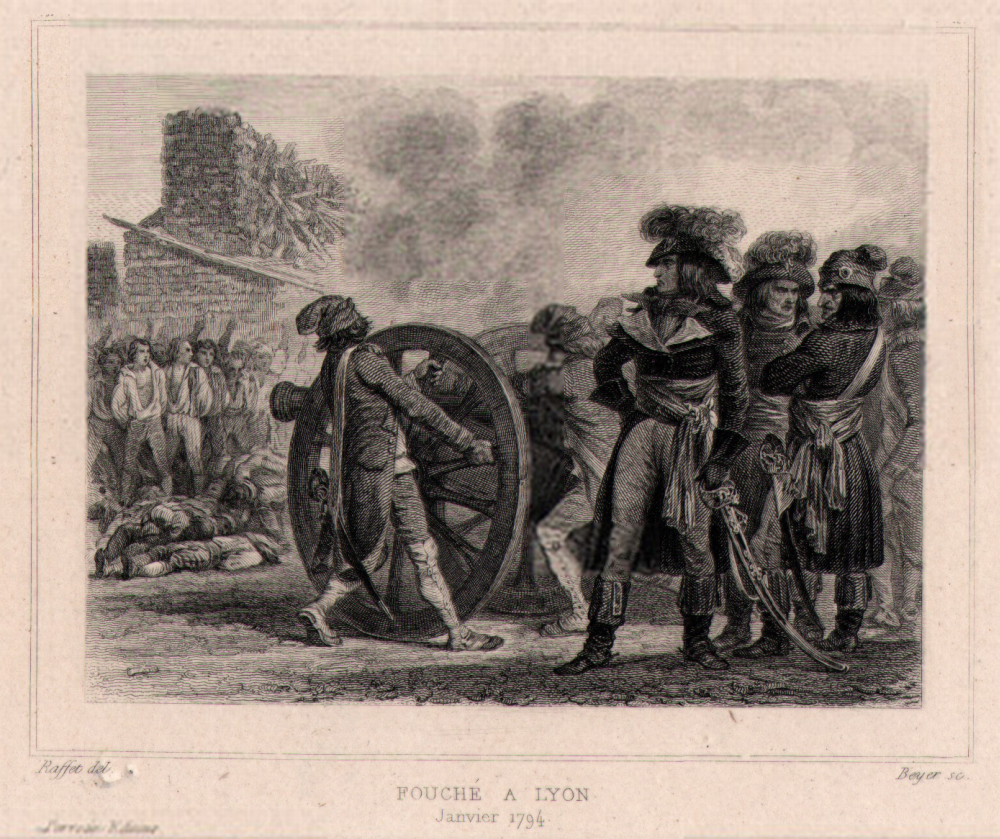
Fouché in Lyon (tekening uit 1834)

Begin november 1793 arriveerde Fouché met Jean-Marie Collot d'Herbois in het opstandige Lyon, waar zij Georges Couthon vervingen, die de bevolking had gespaard en enkel de huizen van de rijken had verwoest. Er is eerst een mis opgevoerd waarin een ezel bedekt met een toga en een mijter op het hoofd en een bijbel aan zijn staart een belangrijke rol speelde. Eind november werden 2.000 extra man vanuit Parijs naar Lyon gestuurd. 's Nachts werden huiszoekingen gedaan en Collot en Fouché begonnen massa-executies uit te voeren. Op 14 Frimaire (4 december) werden 60 mannen aan elkaar vastgeketend en neergeschoten door kanonnen, een dag later gevolgd door nog eens 211 mannen die met behulp van schroot schijnen te zijn geveld. De lijken werden in de Rhône geworpen. In de dagen daarop volgden nog eens 140 executies. Deze extreem bloedige acties leverden Fouché de bijnaam mitrailleur de Lyon ("beul van Lyon") op. In totaal werden tussen 1667 en 1905 executies uitgevoerd. Collot haastte zich naar Parijs omdat de bevolking protesteerde tegen al het bloed of hij vertrok naar de havenstad Toulon, waar de royalisten steun van de Engelsen hadden verkregen. De stad werd twaalf uur gebombardeerd en 213 rebellen werden gefusilleerd.
Ondertussen was de Terreur in Parijs op zijn hoogtepunt gekomen. Robespierre had de meeste hébertisten, voorstanders van de Culte de la Raison, en Georges Danton naar de guillotine gestuurd. Op 8 april 1794 werd Fouché aangeklaagd voor de gepleegde wreedheden in Lyon. Hij moest zich verantwoorden in de verontwaardigde Conventie, maar 's avonds had Fouché een ontmoeting met Robespierre, die hem of ter verantwoording riep of over zijn domheid of over zijn laksheid. Over het besprokene is weinig bekend. Mogelijk schoof Fouché de schuld op Collot en wist zich vrij te pleiten.
Op 6 mei hield Robespierre een beroemde rede waarin hij met veel bijval het bestaan van een hogere macht en de onsterfelijkheid aan de Conventie presenteerde. Hij organiseerde op 8 juni 1794 een Fête de l'Être Suprème ("feest van het Opperwezen"), een viering van zijn nieuwe theïstische cultus. Fouché bespotte deze nieuwe cultus, waarop het conflict tussen de twee escaleerde. Robespierre probeerde Fouché, die begin juni (18 Prairial) als voorzitter was benoemd, op 11 juli uit de jakobijnse vereniging te laten verwijderen. Die benoeming had plaatsgevonden in de weken dat Robespierre zich nauwelijks in Parijs liet zien, uit het Comité van algemeen welzijn was getreden en lange wandelingen met zijn Newfoundlander maakte. Fouché, bang binnenkort zelf slachtoffer te worden van de "Onomkoopbare", een pistool dragend en niet meer thuis slapend, vond veel medestanders in een snel groeiend verzet tegen Robespierre en de Terreur. Het Comité de salut public, de feitelijke regering van de republiek, liet Robespierre arresteren en stuurde hem op 28 juli naar de guillotine.

### Thermidor en Directoire
In de antiradicale reactie die volgde op het einde van de Terreur en die gewoonlijk met de Thermidor wordt aangeduid, werd Fouché in augustus 1794 gearresteerd, maar hij wist aan de guillotine te ontsnappen door uitstel te vragen om zijn verdediging te organiseren. Fouché werd de raadgever van de anarchist Gracchus Babeuf die 60.000 pamfletten liet drukken om de revolutie voort te zetten. In april 1795 werd hij aangeklaagd vanwege de roof van kerkschatten uit Nièvre en Allier. Op 8 augustus werd tegen hem en vijf andere montagnards een arrestatiebevel uitgevaardigd. Op 13 augustus werd hij uit de Conventie gejaagd. Hij werd weer toegelaten tijdens een generaal pardon op 26 oktober, net als Jacques-Louis David.
Tijdens de regering van het Directoire schijnt Fouché zich gedeisd te hebben gehouden in Montmorency (Val-d'Oise) en teerde op zijn buitgemaakte geld. Hij wist de steun van Paul Barras te krijgen, die hem in 1798 tot ambassadeur naar de Cisalpijnse Republiek benoemde. Begin 1799 keerde hij terug naar Parijs en werd, na een kort verblijf als ambassadeur in de Bataafse Republiek op 20 juli 1799 benoemd tot minister van politie.
Fouché bleek zeer effectief in het uit de weg ruimen van de tegenstanders van het Directoire. Op verzoek van Sieyès liet hij alle burgergenootschappen, waaronder de jakobijnse club sluiten. Daarmee kwam een einde aan de Franse Revolutie. Elf dagbladen werden verboden en de drukpersen in beslag genomen. Hij arresteerde critici van het regime aan zowel royalistische als jakobijnse kant, zodat de rust in het land terug kon keren. Zo ontwikkelde hij zich tot een van de machtigste mannen van Frankrijk.

### Consulaat
Toen het Directoire zeer onpopulair werd, voegde hij zich bij een groep samenzweerders tegen de regering, waaronder Sieyès en generaal Napoleon Bonaparte. Hij steunde de staatsgreep van 18 Brumaire (9 november 1799) waarbij Paul Barras ten val werd gebracht en het Directoire vervangen werd door het Consulaat, een bijna-dictatuur met Bonaparte als eerste consul. Als minister van politie wist Fouché diverse samenzweringen tegen Bonaparte aan het licht te brengen en aanslagen op Bonaparte te verijdelen, zoals de conspiration des poignards op 10 oktober 1800 en de conspiration de la machine infernale, een royalistische bomaanslag op 24 december.
Fouché was zo machtig geworden dat Bonaparte besloot hem op een zijspoor te zetten. Toen Bonaparte op 1 augustus 1802 tot eerste consul voor het leven benoemd werd, verwijderde hij Fouché als minister van politie en hevelde de meeste bevoegdheden van het ministerie over naar het Ministerie van Justitie. Fouché werd lid van de Senaat maar bleef de de facto minister van politie. Na de ontdekking van het royalistische complot in augustus 1803 om Napoleon te vermoorden in Malmaison, speelde hij een rol in de arrestatie van Moreau, Pichegru en Georges Cadoudal in het voorjaar van 1804. Louis Antoine Henri de Bourbon-Condé werd opgevoerd als aanstoker. Over de executie van deze Bourbon en hertog van Enghien zei Fouché later: C'est pire qu'un crime, c'est une faute ("Het is erger dan een misdaad – het is een fout"), een citaat vaak foutief toegekend aan de toenmalige Franse minister van buitenlandse zaken, Talleyrand.

### Keizerrijk

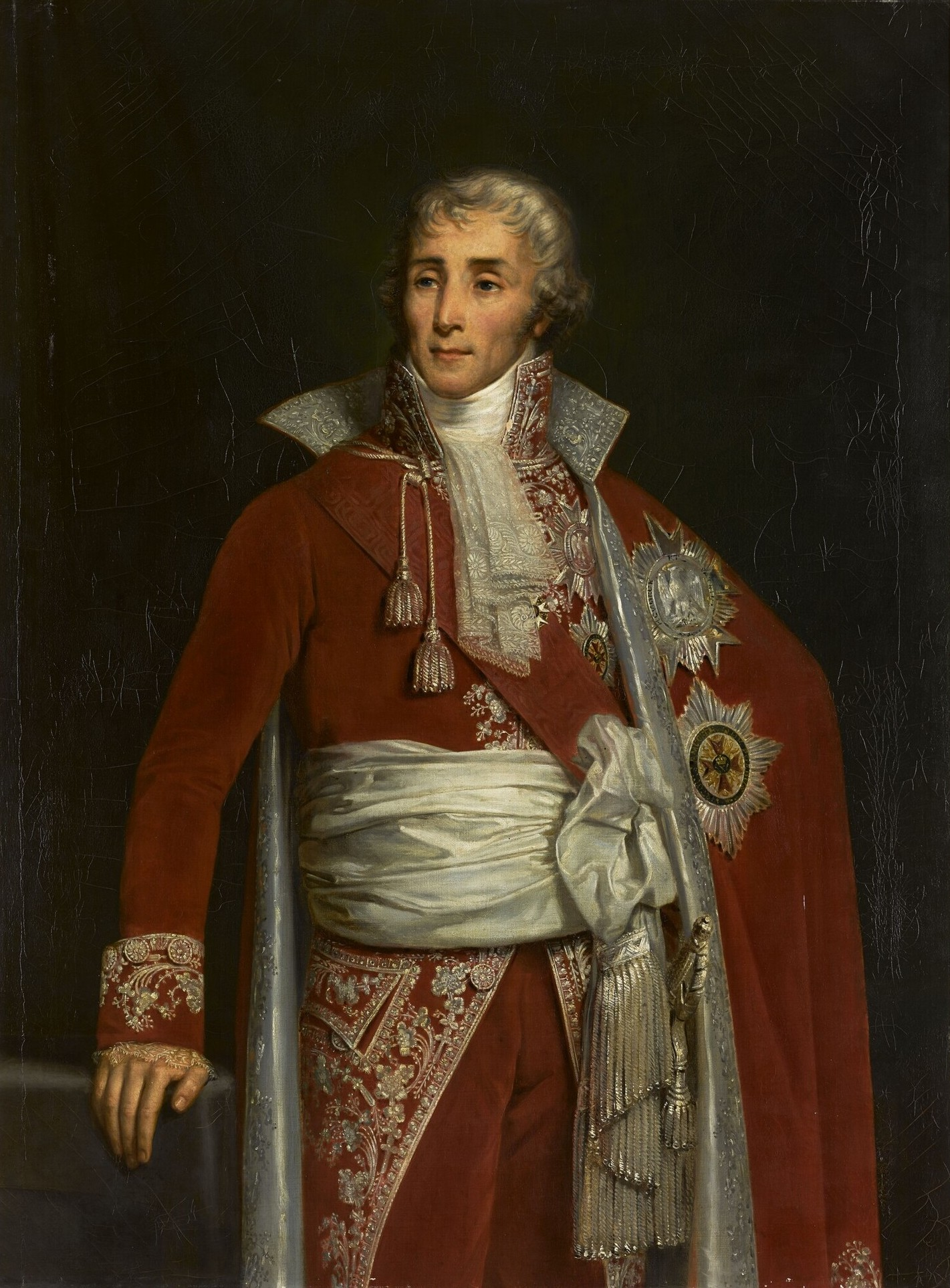
Fouché in galauniform, geschilderd tijdens zijn periode als minister van politie van keizer Napoleon

Na de kroning van Bonaparte als keizer Napoleon I werd Fouché in juli 1804 nogmaals minister van politie. In 1808 werd hij verheven tot comte de l'Empire (graaf) en in 1809 tot duc d'Otrante (hertog van Otranto) in het koninkrijk Napels, een Franse vazalstaat.
Fouché diende in 1809 als minister van Binnenlandse Zaken. Terwijl Napoleon op veldtocht in Duitsland was, vielen Britse troepen Zeeland binnen en bedreigden Antwerpen (zie verder Walcherenexpeditie). Fouché besloot op eigen houtje 60.000 soldaten van de Nationale Garde te mobiliseren in de noordelijke departementen van het keizerrijk en zo de Britse inval een halt toe te roepen. "Laat ons bewijzen dat Napoleon niet nodig is om de vijand te weerstaan!" schreef hij in zijn mobilisatiebevel, iets dat de keizer enorm irriteerde. Het conflict tussen Fouché en Napoleon escaleerde verder toen de keizer in het geheim de Britten benaderde om te onderhandelen over vrede en tot zijn verrassing ontdekte dat Fouché hem al was voorgegaan. Woedend ontsloeg Napoleon hem op 3 juni 1810. Wel gunde hij hem de functie van gouverneur van het departement Rome. Toen Napoleon echter ontdekte dat Fouché belangrijke documenten van het ministerie voor zichzelf had gehouden (en tegen de keizer had beweerd dat ze vernietigd waren), ontstak Napoleon nogmaals in woede. Fouché, inmiddels in Florence, bereidde zich voor om naar Verenigde Staten te vluchten, maar na bemiddeling door Elisa Bonaparte mocht hij toch terugkeren naar zijn landgoed in Frankrijk.
In 1812, tijdens Napoleons veldtocht naar Rusland, probeerde Claude François de Malet de macht in Frankrijk te grijpen. Fouché werd verdacht van betrokkenheid bij de poging tot staatsgreep. Hij bleek onschuldig, maar Napoleon bleef argwanend en stuurde hem weg uit Parijs om gouverneur van de Illyrische Provincies te worden. Fouché was echter maar een maand gouverneur van dit gebied; in augustus 1813 verklaarde Oostenrijk de oorlog aan Frankrijk en bezette de Illyrische Provincies.

### Honderd Dagen en Restauratie
Na de nederlaag van Napoleon in 1814 en de Restauratie van het Huis Bourbon was Fouché betrokken bij een antiroyalistische samenzwering, samen met onder andere Davout en de markies de La Fayette. Voor het tot een staatsgreep kwam, ontsnapte Napoleon uit Elba en keerde terug naar Frankrijk. Kort voor Napoleons triomfantelijke aankomst in Parijs op 19 maart 1815 bood een wanhopige koning Lodewijk XVIII aan om Fouché minister van politie te maken, maar Fouché weigerde. Omdat Napoleon steeds dichter bij de hoofdstad kwam, raakten de Bourbons in paniek. Om te voorkomen dat Napoleon Fouché in Parijs zou aantreffen, bevolen zij diens arrestatie. Toen een militair hem in zijn huis kwam arresteren, betwiste hij de geldigheid van het arrestatiebevel en vroeg of hij zich even kon verfrissen. Dat mocht en Fouché maakte van de gelegenheid gebruik om via een raam omlaag te springen. In zijn tuin nam hij een ladder, kroop over een muur en wist zo te ontsnappen.
Napoleon benoemde hem tot minister van politie tijdens de daaropvolgende Honderd Dagen. Omdat hij voorzag dat Napoleons heerschappij deze keer slechts kort zou duren, voerde hij geheime onderhandelingen met zowel Lodewijk XVIII (die naar Gent gevlucht was) als met kanselier Metternich in Wenen, terwijl Napoleon met zijn leger naar het noorden, richting Brussel oprukte.
Toen Napoleon verslagen werd in de Slag bij Waterloo op 18 juni 1815, kwam Fouché aan het hoofd te staan van een provisorische regering van Frankrijk en probeerde hij met de naar Parijs oprukkende geallieerden te onderhandelen. Mogelijk hoopte Fouché staatshoofd te worden van een nieuwe Franse republiek. Bij het herstel van de Bourbons werd Fouché alsnog minister van politie van Lodewijk XVIII en leidde de gewelddadige "witte terreur" tegen verdachte bonapartisten en antiroyalisten. Als voormalig revolutionair die voor de executie van Lodewijk XVI had gestemd bleef Fouché voor de royalisten echter onacceptabel en na korte tijd werd hij ontslagen. Hij diende tijdelijk als Frans ambassadeur in Saksen voor hij in 1816 ook deze functie verloor.
Fouché vestigde zich hierna in Praag, dan in de Oostenrijkse stad Linz. In 1820 stierf Fouché in Triëst, bijgestaan door Jérôme Bonaparte, die op zijn bevel gedurende vijf uur al de officiële documenten uit de periodes van het Directoire, het Consulaat en het Eerste Franse Keizerrijk verbrandde die Fouché bij zich had. Fouché liet zijn kinderen een fortuin van 14 miljoen Franse frank na.

## Nalatenschap
Fouché was getrouwd met Bonne Jeanne Coiquaud (1763–1812) en is de stamvader van een Zweedse adellijke familie waarvan het hoofd de erfelijke titel Duc d'Otrante (hertog van Otranto) draagt. Margareta Fouché d'Otrante (1909-2005), dochter van de derde hertog (en daarmee achterkleindochter van Joseph Fouché), was de schoonmoeder van prinses Benedikte van Denemarken. Charles-Louis Armand Fouché d'Otrante, 8e hertog van Otranto, werd geboren in 1986.
De Oostenrijkse schrijver Stefan Zweig schreef in 1929 een beroemde biografie van Fouché, Joseph Fouché. Bildnis eines politischen Menschen.
Fouché komt voor als personage in een lange reeks toneelstukken, films, televisieseries, musicals, hoorspelen en boeken. Keene Curtis speelde hem in de musical The Rothschilds (1970), Albert Finney speelde hem in de film The Duellists (1977), Claude Brasseur speelde hem in de film Le Souper (1992) en Gérard Depardieu speelde hem in de miniserie Napoléon (2002).